# Frederic Thesiger, 1:e baron Chelmsford
Frederic Thesiger, 1:e baron Chelmsford, född 25 april 1794 och död 5 oktober 1878, var en brittisk jurist och politiker. Han var far till Frederic Thesiger, 2:e baron Chelmsford.
Chelmsford var konservativ medlem av underhuset 1840–58 och av överhuset 1858. Från 1844 till 1858 var han solicitor general samt 1845–46 och 1852 attorney general. Chelmsford var även lordkansler 1858–59 och 1866–68.